# Straußdorf

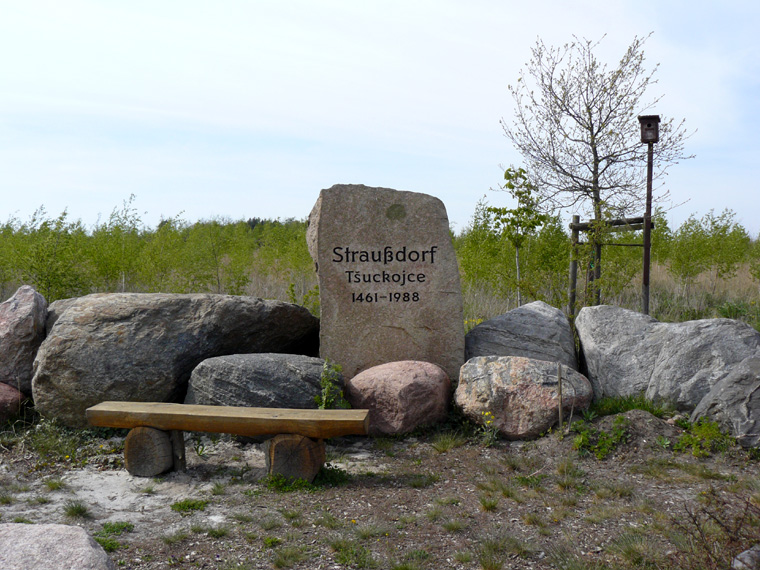
Gedenkstein für das devastierte Straußdorf

Straußdorf, niedersorbisch Tšuckojce, war ein Ort in der Niederlausitz nordwestlich von Spremberg im damaligen Kreis Spremberg der DDR. Er wurde 1988 devastiert, 90 Personen wurden umgesiedelt. Die ehemalige Ortslage und Gemarkung gehören heute überwiegend zur Stadtgemarkung von Spremberg (Landkreis Spree-Neiße, Brandenburg).

## Geographische Lage
Straußdorf lag etwa acht Kilometer Luftlinie nordwestlich vom Zentrum von Spremberg entfernt und knapp vier Kilometer südwestlich von Groß Döbbern. Bis 1815 war Straußdorf eine Exklave des Cottbusischen Kreises in der sächsischen Niederlausitz. Die Gemarkung grenzte im Norden an Rehnsdorf, im Osten an Klein Buckow, im Süden an Radeweise, im Südwesten und Westen an Papproth. Der Ortskern lag auf 113 m ü. NHN. Die Gemarkung wies eine ausgeprägte Morphologie auf. Tiefster Punkt war ein Fließ am östlichen Rand der Gemarkung mit 105 Meter, höchster Punkt ein Berg südwestlich des Ortskerns mit 151 Metern. Straußdorf war über kleine Straßen von Papproth, Rehnsdorf, Klein Buckow und Radeweise zu erreichen.

## Geschichte
Die Ersterwähnung von Straußdorf geht auf das Jahr 1461 zurück. 1495 wird der Name Strausdorff wieder gegeben. Der Name ist deutschen Ursprungs, von einem Personennamen Strauß, also das Dorf eines Strauß. Dieser Personenname leitet sich von mnd. struß = Streit, Gefecht, auch Büschel oder Vogel Strauß (Adelsgeschlecht die Strauße). Straußdorf war von seiner Anordnung her ein typischer Rundling mit überwiegender landwirtschaftlicher Prägung. Das Rittergut lag außerhalb und südwestlich des Rundlings.

## Besitzgeschichte
Am 18. Mai 1461 verlieh der brandenburgische Markgraf und Kurfürst Friedrich II. seinem lieben und getreuen Mühlenmeister Caspar Strupcz zu Cottbus das Angefälle von nicht weiter spezifizierten Gütern in Straußdorf und den halben Hof zu Cottbus, die früher im Besitz des Napel von Wildenstein war und die zur Zeit der Ausstellung der Urkunde noch seine Witwe zum Leibgedinge hatte. Das Angefälle bedeutete, dass er die Güter nach Ableben des Besitzers bzw. in diesem Falle der Witwe des Napel von Wildenstein erhalten sollte (und wohl auch erhielt).
Am 12. März 1495 wurden Hannsen, Cristoff, Ern Jorgen (Herr Georg, ein Geistlicher), Heinrichen, Wenzell und Siuert von Reichenbach zu Jessen vom brandenburgischen Kurfürsten Johann Cicero mit dem Dorf Jessen und sieben Hüfnern im Dorf Straußdorf belehnt, wie sie die vonn alters herbracht und besessenn, d. h., dass wohl schon ihr Vater das Dorf Jessen besaß, und das Anrecht auf die Abgaben der sieben Hüfner in Straußdorf hatte. Nach Gerhard Krüger (1939) und ihm folgend Götz Freiherr von Houwald war Straußdorf schon ab 1563 im Besitz derer von Muschwitz auf Wintdorf.
In Wintdorf saß um diese Zeit Kaspar von Muschwitz, der Sohn des Georg von Muschwitz, und der 1575 auch nachweislich Straußdorf innehatte. Kaspar von Muschwitz war mit Barbara von Pannwitz aus dem Hause Klein Oßnig, Tochter des Wolf von Pannwitz und der Sibylle Maria von Schönfeldt verheiratet. Sie hatten drei Kinder: 1. Maria, die mit Hans Gersdorf auf Kittlitz verheiratet war, 2. eine Tochter, die mit einem von Zabeltitz auf Illmersdorf verheiratet war und 3. Wolf, der mit Sibylle von Köckritz aus dem Hause Fritzen (wohl Pritzen gemeint) verheiratet war, und Wintdorf und Straußdorf erbte. Er hatte nach dem Regierungsantritt dem brandenburgischen Kurfürsten Johann Georg die Lehnspflicht geschworen. Kaspar war 1580 noch am Leben. 1593 hatte dann sein Sohn Wolf von Muschwitz Wintdorf und Straußdorf inne; Kaspar muss also im Zeitraum 1580–93 verstorben sein.
1593 gab Wolf (Nickel) von Muschwitz auf Wintdorf dem Dietrich von Flanß auf Ressen ein Darlehen von 3.000 Talern; dieser musste ihm dafür Ressen verpfänden. Vermutlich konnte Dietrich von Flanß das Darlehen nicht zurückzahlen, und 1600 übernahm Wolf von Muschwitz das Rittergut Ressen. 1605 gab er dem Nickel von Kottwitz auf Klinge ein Darlehen von 1.500 Talern. Wolf (Nickel) von Muschwitz war mit Sibylle von Köckritz verheiratet. Ihre Kinder waren: Caspar, Job, Georg und Siegmund sowie die Tochter Sibylla (später verh. mit Siegmund von Zabeltitz auf Klein Döbbern). Wolf (Nickel) von Muschwitz auf Wintdorf ist 1623 gestorben. Auch der Vetter Wolf, der Sohn Christoph von Muschwitz auf Wurschen und Wuischke ist vor September 1623 gestorben. Am 12. September 1623 suchte Sibylle geb. von Köckritz, weiland Wolffens von Muschwitz zu Wentorff hinderlassene Wittib daselbst anstatt ihrer unmündigen Söhne Caspar, Job, Georg und Siegmundens Gebruedere von Muschwicz die Lehn über alle von ihrem Vetter Wolff von Muschwitz auf Wurschen und Wuisicke auf sie verfellete Lehenßgütther im Oberamt. Der Sohn Caspar ist früh (vor 1629) verstorben, er taucht in späteren Urkunden nicht mehr auf. Job (Hiob) erbte Ressen und Waltersdorf, Georg Wintdorf, halb Allmosen und Straußdorf, und Siegmund Wurschen und Wuischke in der Oberlausitz. Außerdem hatte der Wintdorfer Wolf von Muschwitz noch vier Töchter: Sibylle, verheiratet mit Siegmund von Zabeltitz auf Klein Döbbern, Eva, verheiratet mit Hans von Streumen auf Laubsdorf, Anna, verheiratet mit Kaspar Ernst von Zabeltitz auf Hänchen, und Brigitte, verheiratet mit Nickel von Löben auf Geisendorf. Bei der Neuvergabe der Lehen und Ablegung der Lehenseide anlässlich des Regierungsantritts des brandenburgischen Kurfürsten Friedrich Wilhelm 1644 sollten Jürge/Georg und Siegmund, Wolfs sel. Söhne ihre Lehen empfangen. Während Georg anwesend war, war Siegmund nicht gekommen. Hiob auf Ressen und Waltersdorf war 1641 von schwedischen Soldaten erschossen worden.
Georg von Muschwitz, der Wintdorf, halb Allmosen und Straußdorf erhalten hatte, war mit Marianne von Löben verheiratet. Das Paar hatte die Söhne Wolf Nickel, Georg Ernst und Hans Kaspar und die Töchter Marianne und Marie Elisabeth. 1652 ist Georg von Muschwitz explizit als Besitzer von Straußdorf genannt. Er war in einige Rechtsstreitereien mit Christoph von Pannwitz auf Kathlow und den Gebrüdern Hans und Christoph von Kottwitz in Neuhausen/Spree und Groß Oßnig, sowie mit Siegmund von Bomsdorf auf Weißagk verwickelt, die sich über viele Jahre hinzogen, z. T. sogar noch über seinen Tod hinaus. Im April 1658 ist Georg von Muschwitz gestorben. Am 29. April 1658 erging vom Landeshauptmanns Georg Abraham von Grünberg (1603–1672) des Cottbusischen Kreises die Aufforderung an die Witwe, Vormünder für ihre drei noch unmündigen Söhne zu benennen. Am 18. Oktober 1658 muteten die drei noch lehensunmündigen Brüder ihre Lehen und erhielten Lehnsleistungsaufschub.
Am 29. November 1663 kam es zum Erbvergleich zwischen den Brüdern Wolf Nickel, Georg Ernst und Hans Kaspar von Muschwitz auf Wintdorf mit dem Ergebnis, dass das Gut Wintdorf, das halbe Dorf Allmosen, zwei Gärtner zu Radensdorf, die Koselmühle, die Gärtner, Büdner und die anderen nach Wintdorf gehörigen Untertanen aus Leuthen sowie die Wiese zu Dissen gegen 8000 Taler dem Wolf Nickel überlassen wurden. Das väterliche Gut Straußdorf erhielt ihre Mutter als Wohnsitz auf Lebenszeit (1663).
Aber schon am 23. Dezember 1663 verkauften die drei Brüder Wolf Nickel, Georg Ernst und Hans Kaspar von Muschwitz Straußdorf mit sechs ganzen und zwei halben Hüfnern sowie drei Büdner für 2.300 Taler an den Antonius Seifried von Lawaldt. Entweder war ihre Mutter nur wenige Tage nach dem Erbvergleich gestorben, oder sie verzichtete auf Straußdorf; sie taucht aber nicht mehr in den Urkunden auf. Am 29. April 1664 erhielt Antonius Seifried von Lawaldt die Belehnung mit Straußdorf. Er war der Schwager der drei Brüder von Muschwitz, Antonius von Lawaldt war mit ihrer Schwester Marianne verheiratet. Die drei Brüder Muschwitz behielten jedoch die gesamte Hand an Straußdorf. Schon kurz nach dem Verkauf klagte Johann Andreae, der Pfarrer zu Drebkau, gegen den Käufer und die Vorbesitzer wegen des rückständigen Zehnten von Straußdorf. 1692 war Marianne von Lawaldt geb. von Muschwitz verstorben. Darüber entspann sich ein Erbschaftsstreit zwischen Antonius von Lawald, seinen Schwestern Marianne und Elisabeth auf der einen Seite, und den vier Geschwistern Wolf Nickel, Hans Caspar, Georg Ernst von Muschwitz und ihrer Schwester Anna Margarethe von Schütze geb. Muschwitz andererseits. Antonius von Lawald starb ohne Leibeserben und das Gut Straußdorf fiel an die mitbelehnten drei Brüder von Muschwitz zurück.
Am 2. Juni 1671 kam es zu einem neuerlichen Erbvergleich, diesmal unter allen Geschwistern von Muschwitz: Wolf Nickel, Georg Ernst, Hans Kaspar, Marianne und Marie Elisabeth von Muschwitz, Kinder und Erben des Georg von Muschwitz und der Mariannes von Löben auf Wintdorf, zwecks Festlegung der bei dem 1663 zwischen den Brüdern abgeschlossenen Erbvergleich nicht berücksichtigten Ausstattung der Schwestern. Georg Ernst hatte 1684 das Dorf Kemmen erworben, und Hans Caspar das Dorf Gahlen. Georg Ernst starb 1692 und hinterließ einen unmündigen Jungen namens Wolf Nickel, Hans Caspar auf Gahlen starb am 15. Juni 1712 unter Hinterlassung von sechs Söhnen.
Wolf Nickel auf Wintdorf war mit Anna Sophia von Löben verheiratet. Es war ihre zweite Ehe; aus der ersten Ehe mit Hans Caspar von Muschwitz auf Leuthen und Petershain stammten die drei Stiefsöhne Jakob Heinrich, Hans Caspar und Wolf Ernst, d. h. die Ehe mit Anna Sophie von Loeben war auch die zweite Ehe des Hans Caspar von Muschwitz in Leuthen gewesen (erste Ehe mit Barbara von Pannwitz aus dem Hause Klein Oßnig, die Mutter der obigen drei Stiefsöhne). Wolf Nickel und Anna Sophie hatten die zwei Söhne Hans Caspar und Friedrich Wilhelm sowie die drei Töchter Marie Elisabeth (verheiratet mit Georg Jobst von Schönfeldt auf Guhrow), Eva Marianne (verheiratet mit Friedrich Wilhelm von Pannwitz) und die Anna Margarethe, verheiratete von Schütze. Wolf Nicol von Muschwitz war ein streitbarer, ja streitsüchtiger Mann, denn er war in zahlreiche Rechtsstreitereien verwickelt. Er scheint auch sehr aufbrausend und leicht reizbar gewesen zu sein. 1663 hatte er seinen Jungen im Affekt erschlagen. Nach dem Urteil der Juristischen Fakultät der Universität Frankfurt musste Wolf Nickel von Muschwitz auf Wintdorf eine Strafe von 800 Talern wegen des nicht erwiesenem Vorsatzes bezahlen. Einen längeren Streit hatte er mit dem Müller der Koselmühle, der für ihn einen Jagdhund halten sollte. Dazu gab es Grenzstreitigkeiten und Streitigkeiten um Nutzungsrechte eine Erlenholzes. Grenzstreitigkeiten hatte er auch mit Kaspar Siegmund aus dem sächsischen Dorf Koschendorf. und mit Siegmund von Köckritz auf Laubst. Auch mit den Verwandten gab es Ärger, so mit Kaspar Siegmund von Muschwitz auf Waltersdorf. 1694 war Anna Sophie von Loeben bereits tot. Zu Johanni 1696 hatte Wolf Nickel noch halb Greifenhain sowie vier Bauern und zwei Büdner in Domsdorf (der sogen. Greifenhainsche Anteil) gekauft. Am 18. Januar 1701 (Houwald: 18. Dezember 1701, Testament vom 6. März 1701) ist auch Wolf Nickel von Muschwitz gestorben. Der Grabstein wird in den Kunstdenkmälern Cottbus von 1938 als noch vorhanden beschrieben. Vom März 1702 datiert der Erbvergleich der Geschwister von Muschwitz. Friedrich Wilhelm sollte Wintdorf und halb Allmosen gegen eine Zahlung von 3.000 Talern an seinen Bruder Hans Caspar erhalten. Im Falle er auch Straußdorf übernehmen wolle, müsste er dem Hans Caspar zusätzlich noch 600 Taler auszahlen. Am 12. Dezember 1713 erhielt Friedrich Wilhelm von Muschwitz eine Bescheinigung, dass er den Lehnseid abgelegt habe. Friedrich Wilhelm starb am 2. Dezember 1721 ohne männliche Nachkommen.
Seine Güter fielen daher an seinen Neffen Georg Nicol, Sohn des Hans Caspar. Er war mit Anna Luise geb. Maltzin verheiratet. Aber Georg Nicol starb sehr früh bereits am 31. Juli 1726. Er hinterließ seine Witwe und einen unmündigen Sohn Caspar Heinrich. Vormund wurde Heinrich Wilhelm von Maltitz auf Tauche. 1733 bewirtschafte der Pächter Martin Jenichen die Güter des Kaspar Heinrich. Auch Kaspar Heinrich starb früh und ohne Leibeserben. 1747 wurde der Nachlass verkauft. Günter Sigismund von Bomsdorf erwarb Straußdorf für 6.550 Taler. 1753 wurde ihm die Hohe Jagd auf dem Gebiet seines Gutes gewährt, und er erhielt die Genehmigung zum Bau einer Windmühle.
1785 verkauften seine sieben Kinder das Gut Straußdorf an den Ritterschaftsrat Friedrich Ehrenreich von Muschwitz. Er war der Sohn des Kaspar Heinrich von Muschwitz auf Petershain, Geisendorf und Klein Görigk und dessen zweiter Frau Henriette Charlotte von Preuß. Er besaß nicht nur Petershain, Geisendorf und Klein Görigk, sondern auch Raakow, Anteil Domsdorf und Kunersdorf. später Landrat des Cottbusischen Kreises.
1793 verkaufte er Straußdorf und eine 20 Morgen große Wiese an Günter Anton von Weißenfels. 1807 wurde Straußdorf von Charlotte Johanna Ulrike von Schönfeldt für 21.000 Taler erworben. Sie war mit dem Landesältesten Johann Heinrich Ernst von Schönfeldt auf Werben, Neuhaus und Mittweide verheiratet. 1818 wurde Straußdorf von Dr. August Theodor Burschner erworben. Er war mit Anna Dorothea Salzmann aus Halle verheiratet. Er vererbte Straußdorf an den gemeinsamen Sohn Wilhelm Burscher (1812–1876). Er wurde vom Königlich-Preußischen Major Ernst Friedrich August von Saher adoptiert und am 29. Mai 1847 als von Saher zum Weißenstein in den Adelsstand erhoben. Er war Landrat des Kreises Buk, Provinz Posen, später Landrat des Kreises Spremberg. Unter ihm fand die Ablösung der feudalen Lasten und die Separation statt. Er war mit Margarethe Elisabeth Emilie Schmidt verheiratet. Das Paar hatte vier Kinder, zwei Söhne und zwei Töchter. Der ältere Sohn Eugen war als Leutnant am 2. Dezember 1870 im Deutsch-Französischen Krieg bei Champigny gefallen. Das General-Adressbuch der Ritterguts- und Gutsbesitzer im Deutschen Reiche von 1879 gibt schon die verwitwete Frau von Saher als Besitzerin an. Das Gut hatte damals eine Gesamtgröße von 275,35 ha, davon 106,82 ha Acker, 10,81 ha Wiesen, 18,50 ha Hutung, 137,42 ha Wald und 1,8 ha Wasser. Der Grundsteuer-Reinertrag betrug 1501,35 Mark. Das Handbuch des Grundbesitzes im Deutschen Reiche von 1885 nennt Richard Burschner von Saher zum Weißenstein, den Sohn des Vorbesitzers als Eigentümer des Rittergutes in Straußdorf. Die Größe des Gutes wird nun mit 294 ha angegeben, davon 109 ha Acker, 11 ha Wiese, 19 ha Hutung, 145 ha Wald, 7 ha Unland und 3 ha Wasser. Richard Burscher von Saher zum Weißenstein war mit Franziska Lange von Drebkau verheiratet. Das Paar hatte fünf Söhne, von denen drei im Ersten Weltkrieg fielen.
Niekammer’s Güter-Adreßbuch für die Provinz Brandenburg von 1914 gibt eine Gesamtgröße von 300 ha an, bei 125 ha Ackerland, 15 ha Wiesen, 157,5 ha Wald und 2,5 ha Wasser. Auf dem Hof standen 18 Pferde, 35 Stück Rindvieh, davon 30 Kühe und 38 Schweine. Der Besitze Richard Burscher Sacher von Weißenstein hatte das Gut an Johannes Schmidt verpachtet. 1919 hatte der Sohn des Richard, Hansen Burscher von Saher zum Weißenstein das Rittergut Straußdorf übernommen. Er ließ den Betrieb von einem Inspector H. Roese bewirtschaften. Auf dem Hof standen 17 Pferde, davon 5 Zuchtstuten und ein Zuchthengst, 51 Stück Rindviehe, davon 25 Kühe, ein Zuchtbulle und 7 Zugochsen, und 17 Schweine, davon 6 Zuchtsauen. 1926 stand Inspector Hugo Böhm der Rittergut vor. Hansen Burscher von Saher zum Weißenstein wurde 1945 vertrieben und in der Bodenreform von 1946 enteignet.

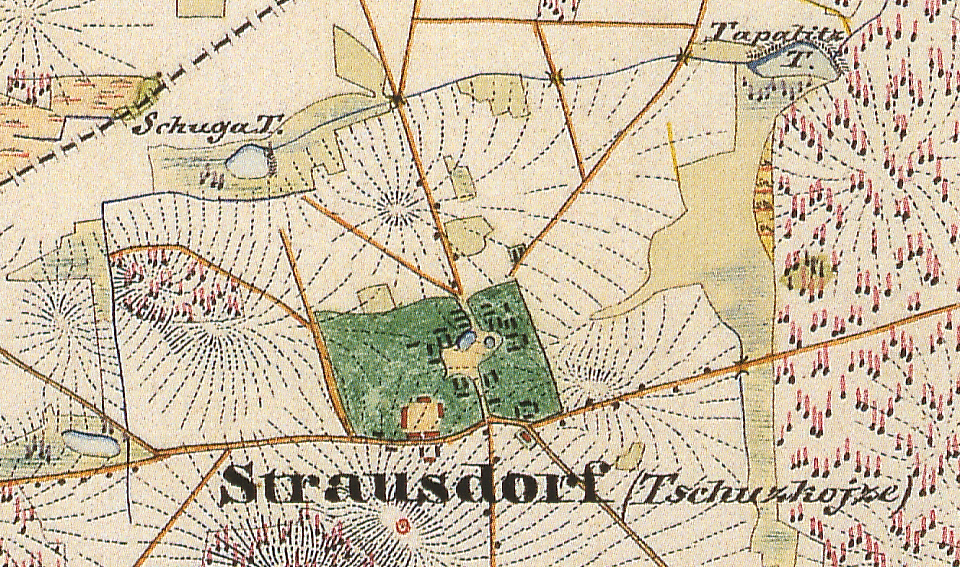
Straußdorf auf dem Urmesstischblatt 4351 Drebkau von 1846

### Dorfgeschichte
Um 1500 werden fünf Hüfner bzw. Hufenbauern erwähnt. 1635 werden 13 Bauernhufen genannt, vier Hufen waren wüst. Zwei Büdner wohnten im Dorf. Nicht angegeben ist die Zahl der Bauern. Der Dreißigjährige Krieg traf den Ort sehr hart. 1652 waren alle acht Bauernhöfe mit 11 Hufen wüst. Ein Bauer wohnte zwar auf seinem Hof, hatte nur ein Stück Vieh, und er hatte nichts gesät. In einem Bauernhaus saß ein Leineweber, in einem anderen ein Büdner. Auf dem Vorwerk mit 3½ Hufen saß ein Schneider, der aber nichts gesät hatte. Er hatte immerhin zwei Stück Vieh. 1718/19 hatte die Gutsherrschaft sieben Bauernhufen zum Rittergut genommen, zu dem keine Ritterhufen gehörten. Übrig geblieben waren noch sechs Bauernhufen, die von fünf Bauern bewirtschaftet wurden und eine Drittelhufe eines Kossäten, die von einem (von zwei) Büdnern im Dorf umgetrieben wurde. Der Acker wurde jährlich besät. 1763 war noch ein Bauer vorhanden, die anderen Bewohner wurden als Kossäten und Büdner bezeichnet (vier Kossäten und vier Büdner). 1784 zählte man im Dorf 15 Feuerstellen (Wohnhäuser) und 88 Einwohner. Bratring gibt dagegen wieder sechs Ganzbauern, zwei Kossäten, ein Büdner und fünf Einlieger an. Fehlerhaft dürfte die Angabe von 19⅓ Hufen auf der Feldmark sein. Auf der Feldmark und zum Gut gehörig existierte eine Ziegelei und eine Windmühle. Der Waldbestand umfasste 200 Morgen Holz. Im Dorf gab es 14 Feuerstellen mit 109 Einwohnern. 1818 war die Zahl der Wohngebäude auf 18 gestiegen, die Einwohnerzahl auf 107. Die Straußdorfer Ziegelei und die Straußdorfer Mühle waren unbewohnt. Für 1840 werden nur noch 16 Wohngebäude angegeben bei 111 Einwohnern. Ziegelei und Windmühle werden nicht mehr aufgeführt. Sie sind auch im Urmesstischblatt von 1846 nicht mehr eingezeichnet. Von 1855 bis 1858 wurde auf der Gemarkung das Braunkohlebergwerk Ehrenfried betrieben. Die Kohle war zwar von guter Beschaffenheit, doch der Absatz war schlecht, und die Betriebskosten zu hoch. Es wurden auch Versuche gemacht, aus der Kohle Teer und Mineralöle herzustellen. Sie hatten nicht den gewünschten Erfolg und so wurde die Produktion nach nur drei Jahren Betriebsdauer wieder eingestellt. 1862 nahm eine bergbauliche Genossenschaft aus Cottbuser Unternehmen den Betrieb unter der Bezeichnung Prinzregent wieder auf. Doch auch dieses Unternehmen scheiterte und der Betrieb wurde 1866 eingestellt. 1865 arbeiteten 17 Mann in dem Betrieb. Im Dorf standen 18 Wohngebäude mit 132 Einwohnern. 1867 konnten alle 120 Einwohner noch das Sorbische zumindest verstehen. Anfang des 20. Jahrhunderts waren einige Straußdorfer in den Spremberger Textilfabriken.
Das Rittergut war sozusagen ein kleines Dorf für sich. Im Jahr 1900 gehörten bzw. wohnten von insgesamt 126 Einwohnern 69 Einwohner im Gemeindebezirk, 57 Einwohner gehörten zum Gutsbezirk. Der Gemeindebezirk umfasste damals nur 93 ha, der Gutsbezirk 283 ha.
Straußdorf wurde zu Beginn der Schlacht um Berlin am 18. April 1945 von sowjetischen Truppen der 1. Ukrainischen Front eingenommen. Ab dem 3. September 1945 wurde im Zuge der Bodenreform das Land des Gutes Straußdorf, immerhin 292 ha, an Umsiedler, Kleinbauern und Andere aufgeteilt. 1955 gründete sich die Freiwillige Feuerwehr Straußdorf. Am 18. Juli 1958 kam es zur Gründung einer LPG „Energie“ vom Typ I. Ab dem 1. Januar 1960 erfolgte der Übergang dieser in eine LPG des Typs III. Eine weitere LPG des Typs I wurde am 22. März 1960 unter dem Namen „Heimatscholle“ gegründet.
| Einwohnerentwicklung in Straußdorf von 1783 bis 1964 | Einwohnerentwicklung in Straußdorf von 1783 bis 1964 | Einwohnerentwicklung in Straußdorf von 1783 bis 1964 | Einwohnerentwicklung in Straußdorf von 1783 bis 1964 | Einwohnerentwicklung in Straußdorf von 1783 bis 1964 | Einwohnerentwicklung in Straußdorf von 1783 bis 1964 | Einwohnerentwicklung in Straußdorf von 1783 bis 1964 | Einwohnerentwicklung in Straußdorf von 1783 bis 1964 | Einwohnerentwicklung in Straußdorf von 1783 bis 1964 | Einwohnerentwicklung in Straußdorf von 1783 bis 1964 | Einwohnerentwicklung in Straußdorf von 1783 bis 1964 | Einwohnerentwicklung in Straußdorf von 1783 bis 1964 | Einwohnerentwicklung in Straußdorf von 1783 bis 1964 | Einwohnerentwicklung in Straußdorf von 1783 bis 1964 | Einwohnerentwicklung in Straußdorf von 1783 bis 1964 | Einwohnerentwicklung in Straußdorf von 1783 bis 1964 |
| ---------------------------------------------------- | ---------------------------------------------------- | ---------------------------------------------------- | ---------------------------------------------------- | ---------------------------------------------------- | ---------------------------------------------------- | ---------------------------------------------------- | ---------------------------------------------------- | ---------------------------------------------------- | ---------------------------------------------------- | ---------------------------------------------------- | ---------------------------------------------------- | ---------------------------------------------------- | ---------------------------------------------------- | ---------------------------------------------------- | ---------------------------------------------------- |
| Jahr                                                 | 1783                                                 | 1805                                                 | 1818                                                 | 1840                                                 | 1852                                                 | 1875                                                 | 1890                                                 | 1900                                                 | 1910                                                 | 1925                                                 | 1939                                                 | 1946                                                 | 1950                                                 | 1964                                                 | 1985                                                 |
| Einwohner                                            | 88                                                   | 109                                                  | 107                                                  | 111                                                  | 106                                                  | 88                                                   | 125                                                  | 126                                                  | 104                                                  | 110                                                  | 92                                                   | 134                                                  | 132                                                  | 110                                                  | 90                                                   |

Durch den vorrückenden Tagebau Welzow Süd und der damit verbundenen Grundwasserabsenkung, machte es sich erforderlich, Straußdorf 1979 an die Zentrale Trinkwasserversorgung anzuschließen. In den Jahren 1985–1986 wurden sämtliche Einwohner von Straußdorf umgesiedelt. Der Ort galt ab dem 21. Juli 1986 als leergezogen. Fast alle damaligen Einwohner fanden dabei in Spremberg eine neue Bleibe. Straußdorf fiel danach dem Braunkohleabbau des Tagebaus Welzow-Süd zum Opfer. Der Ort wurde vollständig devastiert.
Heute ist die ehemalige Ortslage Straußdorf wieder rekultiviert. In der damaligen Ortsmitte befindet sich heute ein Gedenkstein, an dem sich jährlich die ehemaligen Bewohner von Straußdorf treffen.

### Kommunalpolitische Zugehörigkeit
Straußdorf gehörte vor 1816 zur Herrschaft Cottbus und Peitz, aus der später der Cottbusische Kreis hervorging. Die Herrschaft Cottbus war 1445 und 1455 an das Kurfürstentum Brandenburg gefallen. Mit der Kreisreform von 1816 kam Straußdorf zum Kreis Spremberg-Hoyerswerda, der 1824 wieder aufgelöst. Von 1824 bis 1952 zum Landkreis Spremberg. Auch nach der Bezirks- und Kreisreform 1952 verblieb Straußdorf im Kreis Spremberg.
Am 1. Januar 1967 schloss sich Straußdorf mit Radeweise zur neuen Gemeinde Radeweise-Straußdorf zusammen. Zum 31. Dezember 1985 wurde Radeweise-Straußdorf in die Stadt Spremberg eingegliedert. 1988 wurde der Ort vom Tagebau Welzow-Süd überbaggert.

## Kirchliche Zugehörigkeit
Straußdorf hatte keine Kirche und war 1652 bis 1930 nach Steinitz eingepfarrt.

## Bemerkenswerte Gebäude
Zu den ältesten auch nach Kriegsende 1945 noch erhalten gebliebenen Gebäuden zählte die Gutsanlage Straußdorf.

## Belege